# Loukkojärvi (sjö i Norra Österbotten, lat 65,20, long 25,93)
Loukkojärvi är en sjö i Finland. Den ligger i kommunen Uleåborg i landskapet Norra Österbotten, i den centrala delen av landet, 600 km norr om huvudstaden Helsingfors. Loukkojärvi ligger 56,6 meter över havet. Arean är 1,15 kvadratkilometer och strandlinjen är 12,77 kilometer lång. Sjön  ingår i Kiminge älvs huvudavrinningsområde. 